# Maligny (Yonne)
Pour les articles homonymes, voir Maligny.
Maligny est une commune française située dans le département de l'Yonne en région Bourgogne, dans la vallée du Serein, à une quinzaine de km au nord-est d'Auxerre.

## Géographie

### Climat
Pour des articles plus généraux, voir Climat de la Bourgogne-Franche-Comté et Climat de l'Yonne.
En 2010, le climat de la commune est de type climat océanique dégradé des plaines du Centre et du Nord, selon une étude du Centre national de la recherche scientifique s'appuyant sur une série de données couvrant la période 1971-2000. En 2020, Météo-France publie une typologie des climats de la France métropolitaine dans laquelle la commune est exposée à un climat océanique altéré et est dans la région climatique  Lorraine, plateau de Langres, Morvan, caractérisée par un hiver rude (1,5 °C), des vents modérés et des brouillards fréquents en automne et hiver. 
Pour la période 1971-2000, la température annuelle moyenne est de 10,4 °C, avec une amplitude thermique annuelle de 16,1 °C. Le cumul annuel moyen de précipitations est de 769 mm, avec 11,8 jours de précipitations en janvier et 7,8 jours en juillet. Pour la période 1991-2020, la température moyenne annuelle observée sur la station météorologique de Météo-France la plus proche, « Ligny-le-Châtel », sur la commune de Ligny-le-Châtel à 4 km à vol d'oiseau, est de 11,5 °C et le cumul annuel moyen de précipitations est de 772,9 mm. 
La température maximale relevée sur cette station est de 40,7 °C, atteinte le 7 août 2003 ; la température minimale est de −22 °C, atteinte le 16 janvier 1985,,. 
Les paramètres climatiques de la commune ont été estimés pour le milieu du siècle (2041-2070) selon différents scénarios d'émission de gaz à effet de serre à partir des nouvelles projections climatiques de référence DRIAS-2020. Ils sont consultables sur un site dédié publié par Météo-France en novembre 2022.

## Urbanisme

### Typologie
Au 1er janvier 2024, Maligny est catégorisée bourg rural, selon la nouvelle grille communale de densité à sept niveaux définie par l'Insee en 2022.
Elle est située hors unité urbaine. Par ailleurs la commune fait partie de l'aire d'attraction d'Auxerre, dont elle est une commune de la couronne,. Cette aire, qui regroupe 104 communes, est catégorisée dans les aires de 50 000 à moins de 200 000 habitants,.

### Occupation des sols
L'occupation des sols de la commune, telle qu'elle ressort de la base de données européenne d’occupation biophysique des sols Corine Land Cover (CLC), est marquée par l'importance des territoires agricoles (64,1 % en 2018), en diminution par rapport à 1990 (65 %). La répartition détaillée en 2018 est la suivante : 
terres arables (40,9 %), forêts (33,4 %), cultures permanentes (15,4 %), zones agricoles hétérogènes (4,3 %), prairies (3,5 %), zones urbanisées (2,6 %). L'évolution de l’occupation des sols de la commune et de ses infrastructures peut être observée sur les différentes représentations cartographiques du territoire : la carte de Cassini (XVIIIe siècle), la carte d'état-major (1820-1866) et les cartes ou photos aériennes de l'IGN pour la période actuelle (1950 à aujourd'hui).

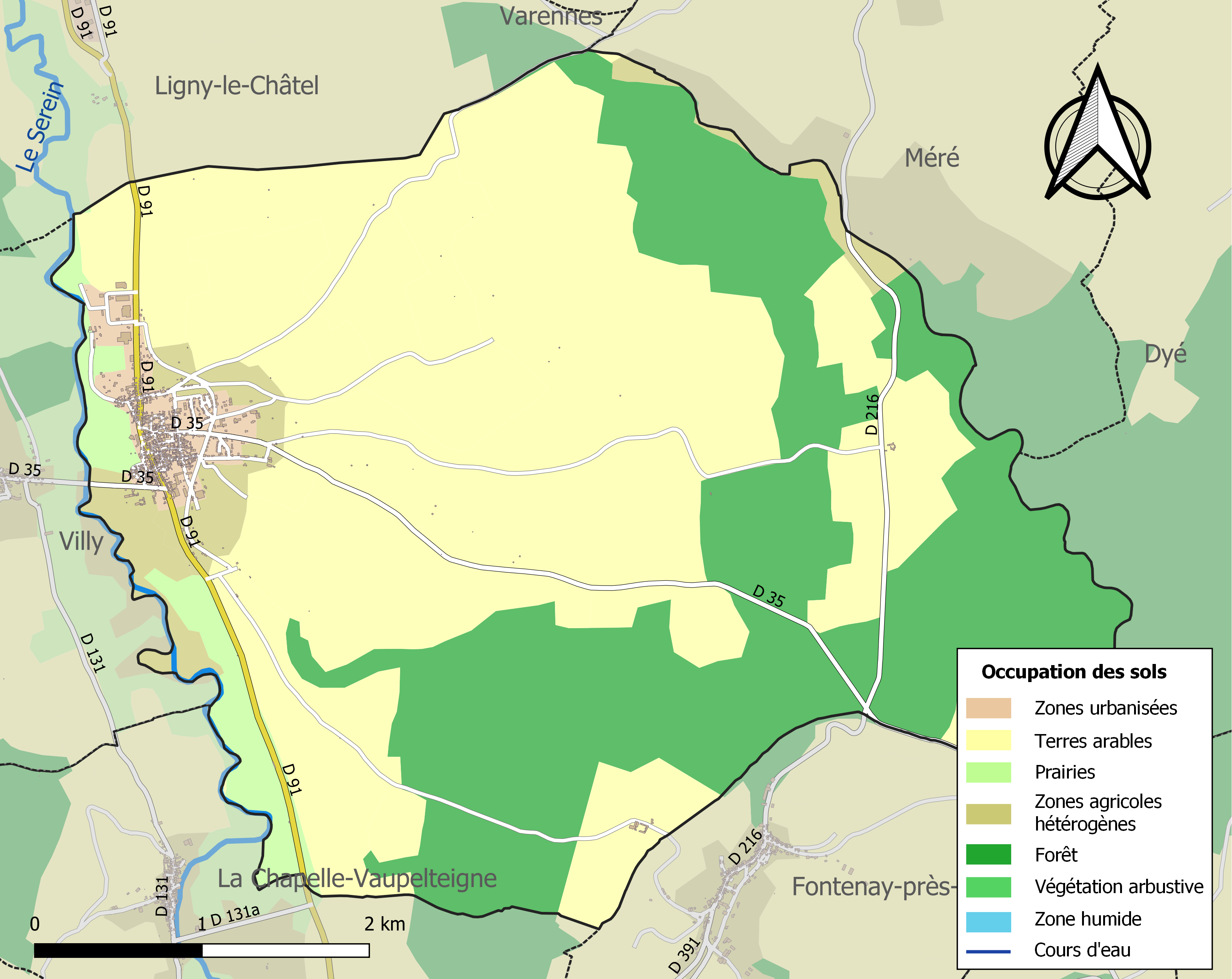
Carte des infrastructures et de l'occupation des sols de la commune en 2018 (CLC).

## Histoire
Cité en 1035 sous le nom de "Merlenniacus", Maligny fut un fief relevant du comté de Champagne, puis du comté de Saint-Florentin, berceau d'une famille féodale importante apparue dès le XIe siècle peut-être, en tout cas active du XIIe au XIVe siècle, dont les possessions étaient enclavées dans le comté de Tonnerre ; la tradition rapporte qu'elle serait à l'origine de la fondation de l'abbaye de Molesme par St Robert,,.
Dès avant le XIVe siècle, ces seigneurs disposaient à Maligny d'un château entouré de fossés avec une chapelle, château dont l'érection au-dessus du Serein est attribuée à Hugues de Maligny dans la 1re moitié du XIIe siècle, et qui fut largement remanié et fortifié par Guy II au début du XIIIe siècle, sous Philippe Auguste. Gilles de Maligny († vers 1360/1363, ou même 1372 ?, peut-être retenu en otage du roi Edouard à Calais), échanson de Philippe VI, émancipateur en 1341 de ses serfs, défendit vigoureusement son château contre des troupes au service d'Édouard III. Puis la forteresse fut l'enjeu des luttes locales entre Armagnacs et Bourguignons au XVe siècle.
Mais en 1402 meurt Gaucher III de Maligny, dont la fille aînée Marguerite († vers 1460) épouse en 1404 Pierre II de Nourry-Vandenesse († vers 1445 ; futur conseiller-chambellan de Charles VII) ; puis leur fille Anne de Nourry marie Jean (de) Damas de Crux, d'où Marie (de) Damas-Crux, dame de Maligny, qui convole vers 1482 avec Jean de Ferrières.
Maligny passa donc à la famille de Ferrières (qui eut aussi Presles et Champlevois), par les 2° noces de Jean Ier de Ferrières († vers 1497 ; fils de Guillaume III de Ferrières), conseiller-chambellan des ducs de Bourbon Jean II et Pierre II, bailli de Beaujolais, avec Marie (de) Damas (en 1° noces, Jean avait épousé une fille naturelle du duc Jean II, Marguerite de Bourbon (1445-vers 1482), bâtarde de Bourbon, légitimée en 1464 et mariée dès 1462).
Au XVIe siècle pendant les Guerres de religion, Jean II de Ferrières (1520-1586), vidame de Chartres par sa mère Louise de Vendôme-Chartres et La Ferté, et seigneur de Maligny par son père François de Ferrières [† vers 1542/1544 ; fils cadet de Jean Ier et Marie de Damas ; le frère aîné de François, Philippe de Ferrières, hérita de Presles et de Ferrières ; le benjamin, Louis de Ferrières, fut abbé de Pontigny en 1517-1525 ; leur sœur Catherine maria sans postérité Louis de Jaucourt-Dinteville, et leur demi-sœur aînée Perrette de Ferrières, fille de ladite Marguerite de Bourbon, convola avec Claude de Saint-Trivier en Dombe, d'où postérité], fut une figure importante du parti de la Réforme et lui apporta un soutien actif.
Au vidame Jean de Ferrières succéda sa sœur Béraude de Ferrières († 1618), mariée en 1559 à Jean II de La Fin de Beauvoir († vers 1599 au fief familial de La Nocle) et mère du dernier vidame héréditaire de Chartres, Prégent de La Fin (~1559-1624). Mais, huguenot, Jean de La Fin n'appréciait guère la métamorphose d'Henri de Navarre en roi de France catholique ; par ailleurs son frère Jacques de La Fin servit le catholique Biron avant de dénoncer son complot en 1602 ; les de La Fin semblaient si peu loyaux à la couronne du Vert-Galant que Maligny fut saisi en 1605 et échut par vente forcée au jeune bâtard du roi, César de Vendôme (1594-1665).
Maligny appartenait donc au début du XVIIe siècle à César de Vendôme, fils de Henri IV et Gabrielle d'Estrée, qui en devint le comte. Puis, vendu en 1620, Maligny passa aux La Grange d'Arquien : Antoine de La Grange (vers 1560-1626), gouverneur de Metz. Sa petite-fille Marie-Casimir de La Grange d'Arquien (1641-1716), femme de Jean Sobieski, roi de Pologne, y résida.
Alphonse-François de Simiane-Montbives, dit l’abbé de Simiane (beau-frère de Gaspard Vidaud de La Tour, 1671-† ap. 1732, comte de La Bâtie, baron d'Anthon, sire de Montbives par sa femme Marie-Françoise de Simiane, procureur général au Parlement de Grenoble), abbé de Marcilhac en 1720-1742, acheta le comté de Maligny en avril 1720 et en 1722 ; il mourut au château en 1742.
En 1746 la famille D'Aguesseau fait l’acquisition du comté, puis vend le domaine en 1791 à Jacques-Julien Devin de Fontenay (1734-1817), président à la Chambre des Comptes en 1768, beau-père de Thérèse Cabarrus par son fils Jean-Jacques Devin.
Le château passe au XIXe siècle aux héritiers des Devin de Fontenay : en 1817 aux Bastard d'Estang (Antoinette-Thérèse ou Herminie Devin de Belleville, nièce de Jean-Jacques Devin, épouse en 1821 Armand de Bastard d'Estang, d'où Jean-Denis-Adhémar (1825-1870) et son frère Jean-Denis-Léon de Bastard d'Estang (1822-1860), l'auteur de "Vie de Jean de Ferrières" et de "Fragment de l'Histoire de Maligny (XIVe siècle) : Gilles de Maligny") ; puis en 1870 aux du Peyroux (Marie de Bastard d'Estang, 1847-1922, une nièce d'Armand, épouse en 1878 Louis du Peyroux, 1838-1902), qui le posséderont jusqu'en 1929.

## Politique et administration
| Période    | Période | Identité       | Étiquette | Qualité            |
| ---------- | ------- | -------------- | --------- | ------------------ |
|            |         |                |           |                    |
| 1837       |         | De Belleville  |           |                    |
|            |         |                |           |                    |
| avant 2010 |         | Gérard Arnouts | PS        | Conseiller général |

## Démographie
L'évolution du nombre d'habitants est connue à travers les recensements de la population effectués dans la commune depuis 1793. Pour les communes de moins de 10 000 habitants, une enquête de recensement portant sur toute la population est réalisée tous les cinq ans, les populations de référence des années intermédiaires étant quant à elles estimées par interpolation ou extrapolation. Pour la commune, le premier recensement exhaustif entrant dans le cadre du nouveau dispositif a été réalisé en 2006.

En 2022, la commune comptait 780 habitants, en évolution de −2,99 % par rapport à 2016 (Yonne : −1,95 %, France hors Mayotte : +2,11 %).
| 1793  | 1800  | 1806  | 1821  | 1831  | 1836  | 1841  | 1846  | 1851  |
| ----- | ----- | ----- | ----- | ----- | ----- | ----- | ----- | ----- |
| 1 322 | 1 268 | 1 274 | 1 277 | 1 432 | 1 317 | 1 322 | 1 345 | 1 306 |

| 1856  | 1861  | 1866  | 1872  | 1876  | 1881  | 1886  | 1891  | 1896  |
| ----- | ----- | ----- | ----- | ----- | ----- | ----- | ----- | ----- |
| 1 192 | 1 214 | 1 200 | 1 153 | 1 067 | 1 069 | 1 107 | 1 037 | 1 022 |

| 1901 | 1906 | 1911 | 1921 | 1926 | 1931 | 1936 | 1946 | 1954 |
| ---- | ---- | ---- | ---- | ---- | ---- | ---- | ---- | ---- |
| 946  | 912  | 828  | 759  | 740  | 672  | 651  | 691  | 647  |

| 1962 | 1968 | 1975 | 1982 | 1990 | 1999 | 2006 | 2011 | 2016 |
| ---- | ---- | ---- | ---- | ---- | ---- | ---- | ---- | ---- |
| 645  | 553  | 519  | 543  | 605  | 685  | 725  | 788  | 804  |

| 2021 | 2022 | - | - | - | - | - | - | - |
| ---- | ---- | - | - | - | - | - | - | - |
| 788  | 780  | - | - | - | - | - | - | - |

## Personnalités liées à la commune
- Jean II de Ferrières, vidame de Chartres et Seigneur de Maligny
- Comte Jean Denis Léon de Bastard d'Estang (1822-1860), Archiviste paléographe, historien et juriste

Né à Paris en 1822, il a étudié à l'École des Chartes. Effectue un long séjour à Maligny de 1857 à 1860. Il y écrit la "Vie de Jean de Ferrières", l'histoire de "Gilles de Maligny, fragment de l'histoire de Maligny". Diplomate, il part en 1860 pour la Chine où il meurt subitement en décembre de la même année.
- Maurice René Fréchet (Maligny, 1878-Paris, 1973) – mathématicien, qui fut un des pionniers de la topologie et de l'analyse fonctionnelle. Inventeur de la notion d'espace métrique et éponyme des espaces de Fréchet.
- Jacques Lafarge (1907-1997) – scientifique, docteur en pharmacie, développeur de la pastille Pulmoll et de la Quintonine. Maligny fut pour lui depuis l'enfance une résidence de vacances, car sa grand-mère Rabé descendait d'Isaac-Michel Rabé, régisseur du domaine de Maligny en 1786-1791 pour les d'Aguesseau[26].

## Pour approfondir